# Kostel svaté Máří Magdalény (Černice)
Kostel svaté Máří Magdalény s přilehlým hřbitovem, obehnaným zdí, v Černicích v okrese Český Krumlov je kulturní památka České republiky. Kostel je farním kostelem římskokatolické farnosti Černice.

## Historie kostela
Kostel byl založen v 2. polovině 13. století. Postaven byl v raně gotickém slohu. V 15. století byl třikrát přestavován, a to v letech 1410 až 1420, v letech 1483 až 1491 a pak na přelomu 15. a 16. století. V roce 1818 byla zvýšena kostelní věž, rozšířena kruchta a byly provedeny úpravy vchodu.
V roce 1845 došlo ke vloupání do kostela, při kterém byla odcizena monstrance. Ta byl za podivuhodných okolností nelezena o 14 dní později u Včelné.

## Popis kostela
Gotické kněžiště, sakristie a klenba chrámové lodi pocházejí z přelomu 15. a 16. století. Zevně polygonálně uzavřeného kněžiště jsou přistaveny opěráky. Hlavní oltář pochází z roku 1696, na oltáři je gotická soška (z druhé čtvrtiny 15. století) Madony. Boční oltáře stojí na gotických kamenných oltářních menzách. V křídlech oltářů sv. Floriána a sv. Barbory, které pocházejí z druhé poloviny 17. století, jsou zasazeny dřevořezby ze začátku 16. století. Kazatelna pochází z poloviny 18. století. Kamenná křtitelnice pochází ze začátku 16. století. Varhany pocházejí z roku 1749.